# Mesentoria
Mesentoria is een geslacht van Phasmatodea uit de familie Phasmatidae. De wetenschappelijke naam van dit geslacht is voor het eerst geldig gepubliceerd in 2008 door Chen & He.

## Soorten
Het geslacht Mesentoria omvat de volgende soorten:
- Mesentoria acuticaudata Chen & He, 2008
- Mesentoria bifasciata Chen & He, 2008
- Mesentoria testacea Chen & He, 2008
- Mesentoria yanbianensis Chen & He, 2008
- Mesentoria yuanmouensis Chen & He, 2008